# Sidi ben Achir
Ne doit pas être confondu avec Abdul Wahid Ibn Ashir.

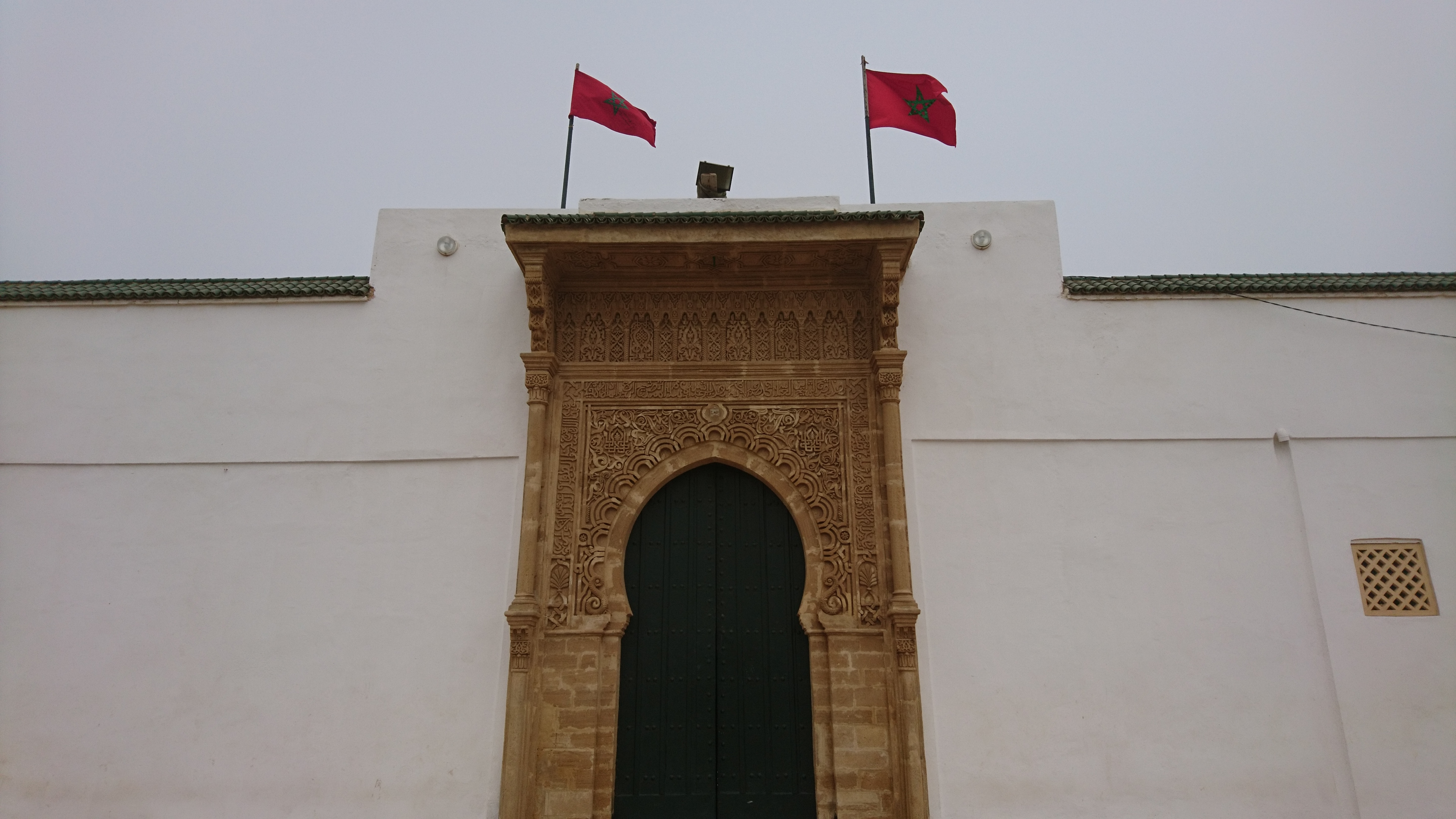
Entrée du mausolée de Sidi Ben Achir à Salé.

Ahmed ben Mohammed ben Omar ben Achir al-Andaloussi, dit Sidi ben Achir ou Ahmed ben Achir (variante : ben Acher), né en Al-Andalus à Jimena  dans la région de Cadix et mort en 1364 à Salé, est l'un des principaux saints de la ville de Salé, avec Sidi Abdellah ben Hassoun et Sidi Ahmed Hajji.
Son mausolée se trouve sur la pointe ouest de Salé, donnant son nom au bastion Addoumoue voisin, communément appelé Borj Sidi ben Achir. Le mausolée a été restauré par les sultans alaouites Moulay Abdellah ibn Ismail, Moulay Abderrahmane ibn Hicham et à partir de 2012 par SM le Roi Mohammed VI 
La famille salétine des AMAR lui est affiliée.